# Дармштадт 98
«Дармштадт 98» (нем. SV Darmstadt 98) — немецкий футбольный клуб из города Дармштадт, расположенного в федеральной земле Гессен. Клуб основан 22 мая 1898 года, домашние матчи проводит на стадионе «Бёлленфалльтор», вмещающем 17 000 зрителей. За свою историю «Дармштадт» провёл три сезона в первой Бундеслиге, последним из которых является сезон 2016/17. Лучшим достижением клуба в чемпионатах Германии является 14-е место в сезоне 2015/16.

## История
Клуб был основан 22 мая 1898 года под названием «Олимпия Дармштадт» и выступал в Западной Крайслиге. 11 ноября 1919 года клуб получил название «Дармштадт» после слияния клубов Rasen-Sportverein Olympia и Darmstädter Sport Club 1905. В конце 20-х и начале 30-х годов «Дармштадт» играл в Крайслиге Оденвальд и Бециркслиге Майн-Гессен. В 1933 году в немецком футболе была проведена реорганизация и высшим дивизионом стала Гаулига, однако «Дармштадт» вышел в Гаулигу Гессен-Нассау только в 1941 году. Пребывание клуба в Гаулиге оказалось недолгим, так как после второго сезона он из неё вылетел.
После Второй мировой войны и до конца 70-х годов «Дармштадт» регулярно выступал во второй лиге. Будучи клубом со скромными ресурсами, в 1978 году «Дармштадт» впервые в истории вышел в Бундеслигу. В первом сезоне в высшей лиге клуб занял последнее место и вылетел во Вторую Бундеслигу. «Дармштадт» вернулся в Бундеслигу в 1981 году, однако по итогам следующего сезона снова оказался в зоне вылета. В 1988 году «лилии» могли вернуться в Бундеслигу, но в стыковых матчах уступили «Вальдхофу» в трёхматчевом противостоянии. В 90-х годах XX века и в первом десятилетии XXI века из-за плохого финансового управления клуб играл в третьей и четвёртой лигах. Несмотря на это, «Дармштадту» удавалось выигрывать Кубок Гессена в 1999, 2001, 2006, 2007 и 2008 годах и Кубок Поссманн-Гессена с 2000 по 2002 год. В Кубке Германии лучшими достижениями клуба считаются выходы в третий раунд в 1989 и 2001 годах, а также выход в четвертьфинал в 1986 году.

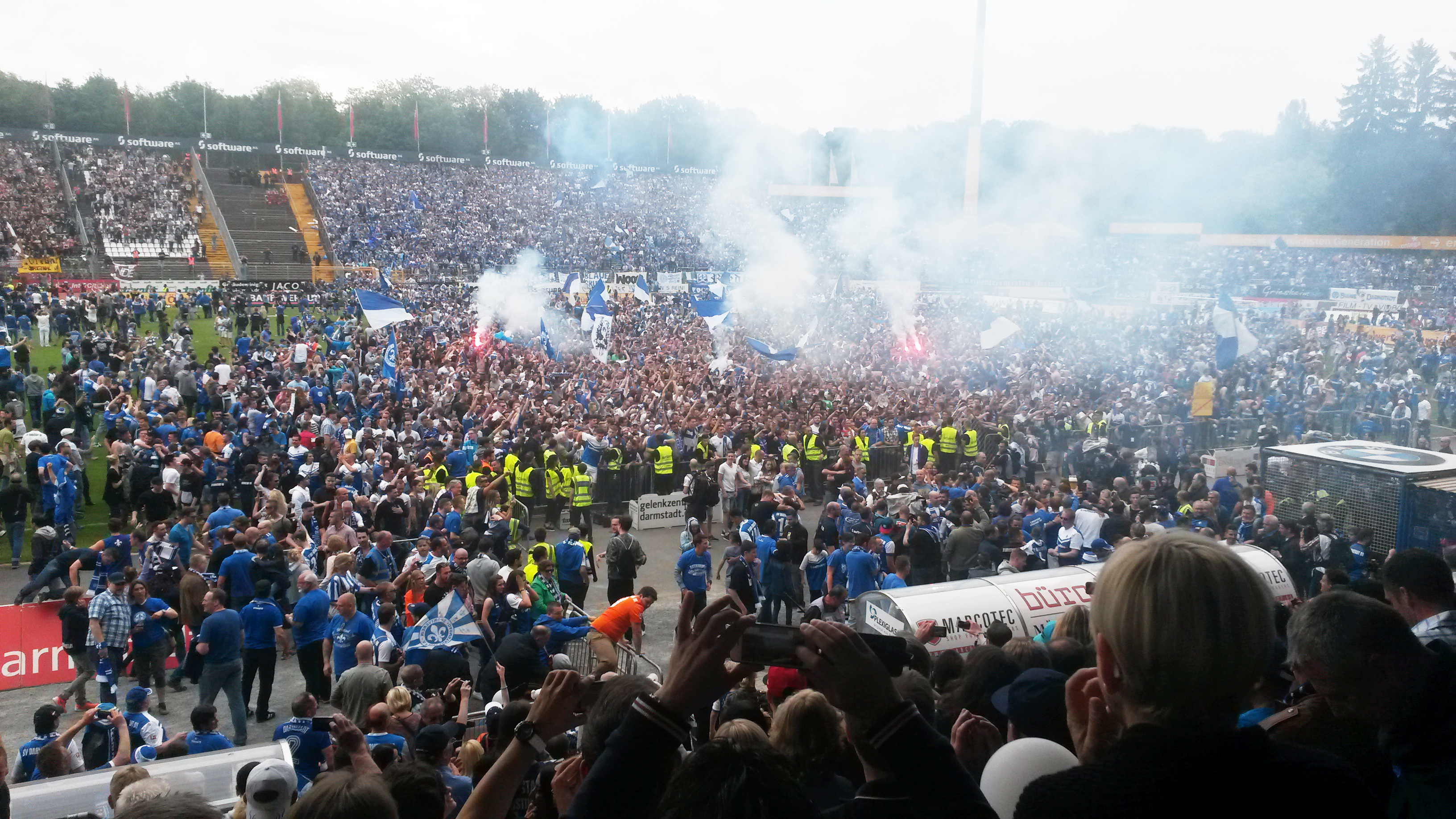
Болельщики «Дармштадта» празднуют на поле стадиона «Бёлленфалльтор» после выхода клуба в Бундеслигу 24 мая 2015 года

После вылета в Оберлигу Гессен в 2007 году клуб поставил цель выйти в Третью лигу в течение пяти лет. Однако 6 марта 2008 года стало известно о долгах в размере 1,1 миллиона евро и будущее клуба оказалось под вопросом. В сезоне 2007/08 «Дармштадт» занял первое место в Оберлиге и вышел в Регионаллигу Юг. «Лилии» принимали различные меры для предотвращения банкротства. Был организован товарищеский матч против «Баварии», на счёт клуба поступали пожертвования, а также бывшее руководство клуба (например, бывший президент) сделало финансовые взносы, которые спасли будущее «Дармштадта».
После драматичной победы в Регионаллиге Юг в сезоне 2010/11 «Дармштадт» вышел в Третью лигу. В сезоне 2012/13 клуб занял место в зоне вылета, однако оффенбахский «Киккерс» не получил лицензию и отправился в Регионаллигу вместо «лилий». В сезоне 2013/14 «Дармштадт» финишировал на третьем месте, что означало участие клуба в стыковых играх за место во Второй Бундеслиге против билефельдской «Арминии». В первом матче «лилии» потерпели домашнее поражение со счётом 1:3, однако в ответной встрече с драматичным сценарием и решающим голом Элтона да Косты на 122-й минуте одержали победу со счётом 4:2 и вышли во вторую лигу впервые за 21 год. В сезоне 2014/15 «Дармштадт» снова удивил, заняв второе место во Второй Бундеслиге. Первый за 33 года выход в Бундеслигу «лилии» добились в последнем туре, обыграв дома «Санкт-Паули» со счётом 1:0 благодаря голу со штрафного в исполнении Тобиаса Кемпе.
В сезоне 2022/23 вышел в первую Бундеслигу под руководством Торстена Либеркнехта. По итогам сезона 2023/24 «Дармштадт» вновь выбыл во Вторую Бундеслигу.

## Достижения
- Вторая Бундеслига
  - Победитель (2) 1977/78, 1980/81
- Кубок Гессена
  - Победитель (7) 1966, 1999, 2001, 2006, 2007, 2008, 2013
  - Финалист (3) 1971, 2009, 2014
- Регионаллига Юг
  - Победитель (2) 1973, 2011
- Вторая Бундеслига Юг
  - Победитель (2) 1978, 1981
- Гессенлига
  - Победитель (7) 1950, 1962, 1964, 1971, 1999, 2004, 2008

## Форма

### Домашняя
| 2016/17 | 2017/18 | 2018/19 | 2019/20 | 2020/21 | 2021/22 | 2022/23 | 2023/24 |

### Гостевая
| 2016/17 | 2017/18 | 2018/19 | 2019/20 | 2020/21 | 2021/22 | 2022/23 | 2023/24 |

### Резервная
| 2016/17 | 2017/18 | 2018/19 | 2019/20 | 2020/21 | 2022/23 | 2023/24 |

Источники:,